# 明希施泰纳赫
明希施泰纳赫是德国巴伐利亚州的一个市镇。总面积29.47平方公里，总人口1411人，其中男性726人，女性685人（2011年12月31日），人口密度48人/平方公里。